# Telemike
TeleMike è stato un programma televisivo andato in onda su Canale 5 il giovedì in prima serata alle ore 20:40 per 5 edizioni a partire dal 1º ottobre 1987 fino all'11 giugno 1992 con la conduzione di Mike Bongiorno; autori del gioco lo stesso Bongiorno, Illy Reale, Luigi Albertelli e Ludovico Peregrini, quest'ultimo non presente nei precedenti Superflash e Pentatlon e che riprende il suo abituale ruolo di "Signor No".

## Il programma

Corpo di ballo con la scenografia principale.

Come i precedenti quiz di Mike Bongiorno, Telemike propone domande di cultura generale e di attualità, domande riguardanti le specifiche materie dei singoli concorrenti, inchieste su indagini demoscopiche e giochi di pura fortuna: la principale novità fu quella dei collegamenti esterni, effettuati simulando una trasmissione via satellite, in realtà si seguiva un copione (prima della Legge Mammi, 6 agosto 1990, i collegamenti in diretta erano vietati) con Alessandro Ippolito (cui subentrò nel 1989 Marco Balestri) che si occupava dei collegamenti in Italia, mentre le esterne internazionali vennero affidate a Giorgio Medail, sostituito poi da Gigi Moncalvo.
A completare il cast della trasmissione il maestro Augusto Martelli, che ne realizzò la celebre sigla, la produttrice esecutiva storica Maria Eugenia Ghezzi, la scenografia di Graziella Evangelista, allestita negli studi 6 e 7 del Centro di produzione Mediaset di Cologno Monzese, la regia di Mario Bianchi e le 20 ragazze "Bingo Girl" provenienti da tutte le parti del mondo, che aiutavano Mike nelle varie fasi del programma e mostravano ai telespettatori i vari numeri estratti e valevoli per il Bingo, il famoso concorso organizzato dal settimanale TV Sorrisi e Canzoni, abbinato a tutte le 5 edizioni dello show.

## Prima edizione (1987-1988)
Il 1987 fu un anno di grandi investimenti per la Fininvest: arrivarono star importanti come Pippo Baudo, Raffaella Carrà ed Enrica Bonaccorti e il gruppo punta al generale sorpasso sulla Rai; Mike, dal canto suo, ottiene un rinnovo totale del quiz del giovedì, arrivando addirittura a triplicare gli investimenti per il suo show e ottenendo per sé la vicepresidenza di Canale 5.

Pensato e progettato come una via di mezzo tra le precedenti esperienze di Superflash e Pentatlon, "TeleMike" presenta nel meccanismo di gioco delle somiglianze con i due programmi precedenti, con la principale variante delle somme in palio per i concorrenti, decisamente più elevate.

Così come a Pentatlon, i concorrenti in gioco (3 per ogni puntata) possono decidere se giocare con la cultura, portando quindi una propria materia di competenza, o giocare con la fortuna, affidandosi ai dadi.
- Il gioco ha inizio con le Domande Preliminari: chi gioca per la cultura deve rispondere a 5 domande sulla sua materia di competenza in un tempo massimo per ciascuna di esse di 5 secondi; ogni risposta esatta consente di vincere 3 milioni di lire mentre, in caso di risposta errata, il concorrente perde quanto accumulato fino a quel momento e ricomincia da 0; chi gioca invece con la fortuna sfida Bongiorno in 5 lanci di dadi: ogni volta che il concorrente ottiene un punteggio maggiore rispetto a quello ottenuto da Mike vince 3 milioni, mentre in caso di punteggio inferiore non perde nulla.
- Dopo le domande preliminari c'è il "Collegamento Satellitare" con un paese dell'Italia o una località internazionale; il gioco abbinato al collegamento varia di settimana in settimana: o si tratta di indovinare un mestiere, oppure un oggetto misterioso, il nome di un famoso personaggio nato in quel paese e così via. Bongiorno pone delle domande ad un cittadino del posto il quale, rispondendo, aiuta i concorrenti a capire di cosa si tratta: ciascun concorrente ha 2 possibilità di prenotazione, mentre chi indovina la risposta esatta si aggiudica un premio di 10 milioni di lire.
- La parte centrale del gioco è riservata al sondaggio di opinione, che si basa sull'elaborazione dei risultati di alcuni sondaggi di opinione a cura dell'Abacus: anche in questo caso si pesca dalle precedenti esperienze di "Superflash" e "Pentatlon", perché per il Gioco delle Opinioni ci sono 2 meccanismi di gioco (naturalmente ne viene scelto uno solo per la puntata):
  - il primo è "L'Inchiesta", con il quale viene chiesto ai 3 concorrenti di esprimersi su un sondaggio riguardante un tema particolarmente divisivo o di stretta attualità dell'ultima settimana: compito dei concorrenti (che giocano in contemporanea ma ciascuno per proprio conto) è quello di indovinare quale voce (in genere "favorevoli" o "contrari") ha ottenuto la maggioranza dei consensi, dopodiché deve esprimere quale è secondo lui la percentuale di maggioranza: il concorrente che, una volta indovinata la voce maggioritaria si avvicina di più con la sua percentuale alla percentuale corretta (per eccesso o per difetto) vince 15 milioni di lire, con l'aggiunta di un eventuale premio en-plain di 5 milioni se il concorrente individua proprio la percentuale corretta.
  - il secondo meccanismo è "Le Opinioni": in questo caso i concorrenti devono indovinare le prime 6 risposte, ciascuna con la propria percentuale, date agli italiani intervistati su un dato argomento. Il concorrente in vantaggio fino a quel momento gioca in solitaria, mentre i due concorrenti in svantaggio giocano in coppia con la possibilità di consultarsi tra loro: una volta che Mike pone la domanda del sondaggio, chi si prenota per primo col pulsante può dire la sua risposta: se essa è presente tra le 6 voci da indovinare ha il gioco in mano e può decidere se giocare, con l'obbligo di dire tutte le risposte mancanti potendo commettere un massimo di 3 errori, o cedere il turno all'avversario, che deve compiere la stessa prova. Se chi gioca indovina tutte le voci del sondaggio si aggiudica il montepremi costituito, mentre in caso di terzo errore cede il gioco all'avversario il quale, per vincere a sua volta il montepremi delle opinioni, deve indovinare una sola delle voci mancanti: se ciò non accade, la prova è vinta da chi ha giocato la manche.

Da sinistra: il conduttore Mike Bongiorno e il valletto Davide Simon Mazzoli nella prima edizione del programma (1987)

Il montepremi delle opinioni è una somma variabile costituita dal totale delle percentuali di tutte le risposte indovinate, moltiplicate poi per 150.000 lire (per un montepremi complessivo massimo di 15 milioni) più un eventuale premio di 5 milioni nel caso in cui si scoprano tutte le 6 voci del sondaggio: se a vincere la prova è il concorrente che gioca in solitaria conquista l'intero premio, mentre nel caso in cui a vincere la prova è la coppia, il montepremi viene equamente diviso tra i 2 concorrenti.
- L'ultimo gioco in cui i 3 concorrenti si affrontano è il Gioco delle Notizie: i concorrenti, utilizzando i pulsanti, devono rispondere a delle domande che riguardano i fatti di attualità della settimana tratti dai principali giornali quotidiani e settimanali. Le domande sono 10, di cui 9 hanno un valore ciascuna di 5 milioni di lire (vinti in caso di risposta esatta o persi in caso di risposta errata, con la possibilità per gli avversari di potersi eventualmente prenotare per correggere la risposta; per queste domande il tempo di risposta è pari a 5 secondi), mentre l'altra è la cosiddetta "Superdomanda", più articolata delle altre, mette in palio 10 milioni di lire (per questa domanda, il tempo di risposta è pari a 30 secondi).

Al termine del Gioco delle Notizie, il concorrente con la somma più alta viene proclamato campione e partecipa al raddoppio finale, mentre gli altri 2 concorrenti vincono un premio di partecipazione pari a 3 milioni di lire; di questi, il secondo classificato partecipa al gioco successivo.
- Il Gioco della Prontezza vede giocare una coppia costituita dal concorrente secondo classificato di "TeleMike" e da un altro concorrente (inizialmente, il gioco della Prontezza era il gioco sponsorizzato, quindi, assieme al secondo classificato di TeleMike, partecipa il vincitore del gioco dello sponsor; successivamente viene sorteggiata una persona del pubblico). Si tratta di dire la prima risposta che viene in mente per ciascuno dei 5 argomenti detti da Mike Bongiorno; ogni risposta ha la sua percentuale e lo scopo del gioco è quello di arrivare, sommando le percentuali delle risposte date da entrambi i concorrenti, ad una quota almeno del 200%. Se vi riescono, i due concorrenti vincono entrambi un premio di 10 milioni di lire, mentre in caso di esito negativo, i 10 milioni in palio si vanno a sommare a quelli della settimana successiva.
- La prova finale è il Raddoppio, che non decreta il campione in carica ma che occorre a costui al fine di raddoppiare la sua somma: chi gioca con la cultura va in cabina e deve rispondere in 1 minuto di tempo netto (cioè al termine di ogni risposta, il tempo si ferma e riparte solo dopo che Mike legge la domanda successiva) ad una domanda sulla sua materia di competenza; chi gioca per la fortuna invece si affida di nuovo ai dadi: viene mantenuto il "Gioco dei Dadi" di "Pentatlon" con il concorrente che, per raddoppiare, deve cancellare tutti i numeri mescolati dall'1 al 9 in una griglia di 3x3 in base al numero che ottiene lanciando i due dadi: ad ogni lancio il concorrente è obbligato a cancellare almeno un numero, pena la non riuscita del raddoppio. Il concorrente è agevolato da 2 jolly, che consentono un ulteriore lancio nel caso in cui non si cancelli alcun numero. Durante la partita, il concorrente conquista altri jolly ogni volta ottiene lo stesso punteggio su entrambi i dadi.

Se un concorrente ultima correttamente la sua prova raddoppia il suo montepremi, in caso contrario perde tutto e si accontenta del premio di consolazione per il campione pari a 5 milioni di lire.
Partita giovedì 1º ottobre 1987 con un ascolto pari a 5.564.000 spettatori, l'ascolto di "TeleMike" è costantemente aumentato, arrivando ad una media per la stagione 1987-88, conclusasi il 23 giugno 1988 pari a 6.246.000 spettatori con uno share medio del 26,72%; la puntata più vista è stata quella del 3 dicembre 1987 quando 7.610.000 spettatori, con uno share del 32,51%, seguirono un collegamento tra due università, una negli Stati Uniti e l'altra in l'Unione Sovietica, con lo studio di TeleMike a fare da ponte. Nella puntata del 17 dicembre partecipò come concorrente una giovanissima e ancora sconosciuta Simona Ventura.

Ad accrescere il successo di "TeleMike" sono anche gli ospiti, italiani ed internazionali, che hanno arricchito la parte spettacolo: nella prima puntata intervennero i Bee Gees e Julio Iglesias, che interpretava tra l'altro la sigla di coda Innocenza selvaggia, tra gli altri Jovanotti, Raffaella Carrà, Tom Jones, Richard Gere e tanti altri, mentre ad affiancare Mike nella parte iniziale del quiz il piccolo Davide Simon Mazzoli.
Il primo campione di "TeleMike" è stato il signor Augusto Rossi da Viareggio, che si presentava sui fumetti di Tex Willer e che vinse 176 milioni di lire, mentre nel corso di questa edizione ci sono state due vincite particolarmente elevate: quella del baritono Gianpiero Malaspina, che rispondeva a domande sulla vita di Ernest Hemingway in Italia e che vinse 437.400.000 di lire, seguito dal giovane bolognese Andrea Buriani, che rispondeva a domande sulla storia degli scacchi e che vinse 324.600.000 lire, la pescarese Daniela Musini che rispondeva a domande su Gabriele D'Annunzio e che vinse 228.000.000 di lire e l'ultimo campione stagionale, il signor Donato Di Gennaro, che rispondeva a domande sulla Nazionale di calcio e che vinse 215.000.000 di lire. L'ultima puntata è andata in onda il 23 giugno 1988.

## Seconda edizione (1988-1989)
La seconda edizione di "TeleMike" parte il 29 settembre 1988 e vede una sostanziale conferma del meccanismo precedente, con l'aggiunta delle carte che possono stravolgere la situazione.
- Il gioco inizia sempre con le Domande preliminari: la prima novità riguarda i concorrenti che giocano con la cultura, che non vedono più azzerarsi il montepremi accumulato in caso di errore, ma conquistano quanto costituito con le 5 domande; i concorrenti che giocano con la fortuna invece non si affidano più ai dadi, ma al gioco del Saliscendi: si tratta di giocare con 6 carte da gioco, la prima scoperta e le successive 5 coperte: il concorrente deve dire se, secondo lui, la carta da scoprire è di valore maggiore o inferiore rispetto alla carta precedente, vincendo 3 milioni di lire ogni volta che indovina il corretto pronostico (la carta più bassa è considerata l'asso, la più alta è considerata la figura del Re);
- Ultimate le Domande Preliminari, i concorrenti possono raddoppiare quanto conquistato giocando una manche del Saliscendi: in questo caso le carte sono 4, la prima scoperta e 3 coperte: se un concorrente completa per intero la sua sequenza, raddoppia il suo montepremi, altrimenti inizia il gioco con quanto conquistato al termine delle Preliminari.
- Il gioco abbinato al collegamento via satellite diventa fisso quello dell'Oggetto Misterioso, dal meccanismo simile al precedente, con la variante che Mike pone le prime 3 domande cosiddette "di riscaldamento" per iniziare a capire di quale oggetto si tratta, mentre dalla quarta domanda il valore della risposta esatta, che parte da 15 milioni di lire, cala di 1 milione ad ogni domanda posta.
- Il gioco delle notizie diventa il Giornalone e viene ampliato a 12 domande: di queste, 10 domande valgono 5 milioni di lire ciascuna, mentre 2 domande valgono 10 milioni: la prima è "L'opinione" e non è altro che il vecchio gioco de L'Inchiesta inglobato all'interno del "Giornalone": in questa variante, compito dei concorrenti è dire solamente quella che ritengono essere la percentuale esatta, e non più esprimersi sui favorevoli o contrari (se un concorrente centra la percentuale corretta, non si aggiudica 10 milioni ma addirittura 20 milioni); la seconda è "La Copertina" e ha per oggetto una fotografia divenuta famosa in quella settimana (il meccanismo della domanda Copertina è lo stesso della precedente Superdomanda).

Al termine del Giornalone, il concorrente con la somma più alta diventa potenziale campione e partecipa alla prova di conferma del titolo, mentre gli altri 2 concorrenti in gioco vincono il premio di partecipazione pari a 3 milioni di lire.
- Il gioco della prontezza viene sostituito dal "Pronta Risposta" cui partecipa il concorrente secondo classificato di "TeleMike" e il concorrente vincitore del gioco dello sponsor (quando il gioco non è sponsorizzato, è scelta una persona tra il pubblico).

Si tratta di rispondere a 5 domande, con l'obbligo però di dover iniziare la risposta con una determinata lettera estratta a sorte; in palio 10 milioni di lire che, nel caso in cui il gioco non venisse risolto, vanno sommati a quelli della settimana successiva.
Successivamente, "Pronta risposta" viene sostituito dal gioco della "Catena": partendo da una parola di partenza, i due concorrenti hanno 90 secondi di tempo per dire, uno alla volta ed alternati, delle parole che iniziano con le ultime 2 lettere della parola precedente: se la coppia arriva a dire almeno 20 parole consecutive, vincono ciascuno 10 milioni.
- Il concorrente potenziale campione si affida alla sua materia di competenza per affrontare la prova di Conferma del titolo, che sostituisce il Raddoppio: chi gioca con la cultura va come sempre in cabina per rispondere in 60 secondi di tempo ad una domanda sulla sua materia di competenza; chi gioca con la fortuna affronta ancora il Saliscendi con 4 carte coperte; in caso di corretta soluzione della prova di conferma, il potenziale campione diventa campione effettivo e vince il montepremi che ha accumulato al termine del Giornalone, mentre in caso contrario il potenziale campione resta tale, ma perde i gettoni d'oro precedentemente accumulati.
- Confermato o meno il titolo, il potenziale campione affronta il cosiddetto "Dollarone", detto anche il Gioco dei 100 milioni: si torna a giocare con le carte, che sono 6 e sistemate in 3 file: la prima fila inferiore è costituita di 3 carte coperte, la seconda fila centrale di 2 carte coperte e l'ultima fila in alto di una sola carta coperta; prima di iniziare il gioco, il concorrente può decidere di cambiare la carta di partenza, scegliendone una nuova e di mescolare le 6 carte sulle 3 file.

Se il potenziale campione ha confermato il suo titolo, le 3 file di carte hanno ciascuna un valore: la prima fila inferiore consente di vincere un premio pari a 25 milioni di lire, la seconda di 2 carte consente la vincita di un premio pari a 50 milioni di lire e la scoperta dell'ultima carta consente di vincere 100 milioni di lire; il concorrente può anche decidere di fermarsi ad ogni fila completata, mentre in caso di errore il gioco si conclude e il concorrente perde gli eventuali premi conquistati.

Se invece il potenziale campione non ha confermato il suo titolo, il Dollarone serve da salvataggio: in questo caso, per restare campione in carica, il concorrente deve obbligatoriamente scoprire tutte le 6 carte e vincere i 100 milioni, pena la perdita definitiva del titolo e l'ingresso in gioco, nella puntata successiva, di 3 nuovi concorrenti (in questo caso non vengono assegnati i premi intermedi di 25 e 50 milioni).
Un meccanismo particolare quello di questa seconda edizione che però non ha intaccato il successo dello show, che conferma gli ottimi risultati della stagione precedente con una media di ascolto di 6 milioni di telespettatori e uno share del 25%; ad affiancare Mike in questa edizione vi è il piccolo Andrea Dotti figlio di Mario, storico fotografo di Mike, e Susanna Messaggio, che interviene durante il concorso "Sederini d'oro" dello sponsor Lines; grandi ospiti anche in questa edizione: si citano Gianna Nannini, Elton John, Boy George, Eros Ramazzotti, Joan Collins e tanti altri.

Grandi campioni e grandi vincite anche in questa seconda edizione: a Donato Di Gennaro è succeduta Alessandra Zenga di Roma, vincitrice di 230 milioni di lire (fu la prima concorrente a completare il gioco dei 100 milioni); grande successo personale ottenne il romagnolo Ciccio Cancellieri, che si presentava sulla storia del bandito Stefano Pelloni detto Il passatore e che vinse 379.000.000 di lire ed infine il recordman di questa edizione, il signor Mario Menicagli di Livorno che rispondeva a domande sulla musica italiana di tutti i generi (lirica, leggera, classica) e che vinse la somma record di 487.000.000 di lire; ultimo campione stagionale il signor Luca Pauselli di Perugia, che rispondeva a domande sulla storia del Milan e che vinse 140.000.000 di lire.

Il costante successo di "TeleMike" spinse la Rai a programmare anch'essa un quiz al giovedì sera: dal 2 marzo 1989 "TeleMike" si sfidò contro una riedizione di Lascia o raddoppia? affidata a Bruno Gambarotta e a Lando Buzzanca; il costante successo del suo quiz, per nulla intaccato negli ascolti dalla seppur "sleale" concorrenza della Rai e l'arrivo del terzo figlio Leonardo, diede grande felicità a Mike che decise per la stagione successiva di puntare anche lui sul "revival", affidandosi però al suo quiz del passato di maggiore successo. L'ultima puntata della seconda edizione è andata in onda il 15 giugno 1989.

## Terza edizione (1989-1990)
La terza edizione di "TeleMike", iniziata il 5 ottobre 1989 vede una rivoluzione nel regolamento di gioco: in risposta alla decisione della Rai di contrapporre nella stagione precedente una riedizione di "Lascia o raddoppia?", Mike rispolvera il meccanismo del suo quiz di maggiore successo, Rischiatutto, e lo inserisce all'interno di "TeleMike".
Anche con il nuovo meccanismo di gioco, i concorrenti possono scegliere di presentarsi per la cultura con la propria materia di competenza o giocare con la fortuna , seppur con un meccanismo diverso dal precedente.
- Il gioco inizia sempre con le Domande Preliminari, 5 domande sulla materia di competenza del singolo concorrente cui rispondere in 5 secondi di tempo: ogni risposta esatta mette in palio 2 milioni di lire. Al termine delle 5 domande, il concorrente può decidere di fermarsi, iniziando quindi il gioco con quanto conquistato fino a quel momento, o di raddoppiare la somma: in questo caso viene posta un'altra domanda, cui rispondere in 10 secondi di tempo: se si risponde in maniera corretta si raddoppia il montepremi, in caso contrario c'è un'ulteriore domanda: se nemmeno con la seconda domanda il concorrente raddoppia, perde tutto e scende a quota 0.

Chi si presenta per la cultura ha, come sempre, la sua materia di competenza; chi gioca per la fortuna deve rispondere semplicemente sì o no a 5 domande di cultura generale, il meccanismo di gioco invece è lo stesso.
- Se un concorrente decide di raddoppiare e dovesse eventualmente sbagliare le due domande valevoli per il raddoppio preliminare, viene evitato a costui di iniziare il gioco da quota 0 utilizzando la cosiddetta regola del Portafoglio: viene anticipato al concorrente il suo premio di partecipazione, equivalente a 5 milioni di lire, al fine di poter cominciare a giocare.
- Viene mantenuto il gioco abbinato al collegamento via satellite: questa volta l'oggetto da indovinare viene ingrandito e i concorrenti possono prenotarsi (senza perdere nulla) tutte le volte che lo ritengono opportuno. In palio per questo gioco 10 milioni di lire, che calano di 2 milioni ogni volta che l'oggetto diventa più chiaro (il gioco dell'oggetto ingrandito è stato poi abolito nella seconda metà della stagione).
- La parte centrale del gioco vede i concorrenti affrontarsi davanti al tabellone del Rischiatutto composto di 24 caselle divise per il verticale in 6 colonne ciascuna con un determinato argomento di domande: ogni colonna è quindi composta da 4 caselle indicanti il valore della risposta (dalla prima casella dal valore di 2 milioni fino alla quarta dal valore di 5 milioni) ; le domande continuano a essere tratte dai giornali quotidiani e settimanali, mescolate a domande ed argomenti prettamente culturali. Inizia il gioco il concorrente in svantaggio, che chiama un argomento a suo piacimento e la casella dal valore che preferisce.

Possono accadere diverse cose: 

- può comparire una fotografia oppure un filmato ad introduzione della domanda: il concorrente che si prenota per primo ha la possibilità di rispondere entro 5 secondi di tempo, vincendo in caso risposta esatta la somma in palio per quella casella e potendo sceglierne un'altra, oppure perdendo la stessa somma in caso di risposta errata e dare la possibilità agli avversari di poter correggere;

- può comparire il Jolly, che consente al concorrente di vincere la somma in palio per quella casella senza rispondere ad alcuna domanda (ne sono presenti 2 in tutto il tabellone); 

- può comparire il Passa Mano, che non implica decurtazioni nel montepremi, ma che costringe il concorrente che l'ha trovato a cedere al concorrente in quel momento svantaggiato la possibilità di scelta della casella successiva (ne sono presenti 2 in tutto il tabellone); 

- può comparire la domanda Rischio, che a differenza delle altre è di proprietà esclusiva del concorrente che sceglie la casella (infatti la domanda Rischio non dà la possibilità agli altri concorrenti di poter eventualmente correggere la risposta errata): si tratta di una domanda più articolata sull'argomento della colonna selezionata, difatti il tempo di risposta per la domanda Rischio è di 20 secondi: la somma in palio viene scelta dal concorrente, che può puntare una cifra a suo piacimento purché compresa tra un minimo di 5 milioni e un massimo di 10 milioni, vinti in caso di risposta esatta o persi in caso di risposta errata (ne sono presenti 3 in tutto il tabellone).

Il Rischiatutto si conclude una volta scoperte tutte le 24 caselle.
- Ultimata la fase al tabellone i concorrenti affrontano il raddoppio, cui partecipano tutti e 3: partendo dal concorrente che ha accumulato di meno, ciascuno di essi risponde, chiuso nella propria cabina, ad una domanda sulla sua materia di competenza in 1 minuto di tempo (in caso si giochi con la cultura) o a 7 domande di cultura generale cui rispondere si o no (per chi gioca con la fortuna): diventa campione e vince il suo montepremi il concorrente che al termine del raddoppio ha il montepremi più alto, mentre nel caso in cui nessuno dei 3 riesce a raddoppiare si ricorre alle domande di spareggio. Ai concorrenti sconfitti è garantito il premio di partecipazione pari a 5 milioni di lire.

Ad affiancare Mike in questa edizione c'è una valletta: viene scelta Sabrina Gandolfi, in futuro giornalista sportiva per la Rai, e la piccola Roberta Gallese a occuparsi del Bingo, mentre nella seconda parte della stagione divennero ospiti fissi di "TeleMike" prima Francesco Salvi e poi Gianfranco D'Angelo; ai grandi ospiti nazionali ed internazionali (Omar Sharif, Catherine Deneuve, Edoardo Bennato, gli Spandau Ballet, Milva, Nick Kamen e altri) Mike alterna interviste a personaggi più o meno di spicco della politica e dell'attualità. In questa terza edizione, "TeleMike" segna la sua puntata più vista il 2 novembre 1989, quando 5.943.000 spettatori (con uno share del 23.5% e punte di quasi 8 milioni) seguirono le gesta di Mike e dei suoi concorrenti (e il collegamento via satellite con Leningrado); la media stagionale rimase oltre il 20% di share con 5.000.000 spettatori, a causa di una lieve contrattura degli ascolti dovuta alla concorrenza del varietà Gran Premio condotto su Raiuno da Pippo Baudo nella seconda parte della stagione, e nella prima dalla fiction Il vigile urbano con Lino Banfi.
Il meccanismo del "Rischiatutto" aumentò le vincite per i concorrenti e la loro stessa fama: la prima vincitrice con il nuovo regolamento fu la napoletana Mariolina Pollio, che vinse 59 milioni rispondendo a domande su Pierre Auguste Renoir; dopo di lei vi fu il milanese Massimo Barbieri che vinse 185 milioni di lire rispondendo a domande sui romanzi di Fantozzi; lo psichiatra siciliano Giuseppe Nino Asaro, che rispondeva a domande sulla Sicilia, vinse 394 milioni; Franco Malacarne di Aosta che rispondeva a domande sulla Juventus arrivando a 216 milioni e infine un altro recordman, Santino Saltini di Modena che rispondeva a domande sulle regole dei giochi d'azzardo: nelle 8 puntate alle quali ha partecipato, Saltini vinse la somma record di 771 milioni di lire, entrando nel Guinness dei primati per l'anno 1990. Saltini venne sconfitto dal concorrente Gianfranco Carosi nella puntata del 26 aprile 1990, mentre nella successiva, del 3 maggio, Carosi fu protagonista, suo malgrado, di un episodio entrato negli annali della televisione che vide protagonista la concorrente Maura Livoli, che rispondeva a domande su Guglielmo Marconi: al momento della lettura della domanda, la signora Livoli viene scoperta ad "armeggiare" - per usare le parole di Bongiorno - con dei fogliettini di "appunti" (come dichiarato in diretta dalla concorrente); a tale scoperta Mike fermò il gioco e rimproverò la concorrente, accusandola di stare compiendo una truffa. La concorrente fu squalificata e Carosi confermato campione; pochi minuti dopo, durante i saluti finali della trasmissione, la concorrente ebbe un mancamento e venne accompagnata fuori (già durante la pubblicità era stata male). Successivamente la Livoli denunciò Mike, gli autori Peregrini e Reale e Gianfranco D'Angelo per le accuse di truffa, ma non vi furono condanne per intervenuta prescrizione.
Ultimi campioni di "TeleMike" di questa edizione furono Giovanni Sulla che vinse 277 milioni rispondendo a domande sulla vita del generale Erwin Rommel, Salvatore Bonfiglio che vinse 59 milioni rispondendo a domande sulla vita di Sandro Mazzola e infine Chico Forti, appassionato di storia del windsurf, che vinse 91 milioni di lire; Chico Forti è divenuto famoso suo malgrado a causa della condanna definitiva per omicidio per la quale sta scontando, negli Stati Uniti, la pena dell'ergastolo. L'ultima puntata della terza edizione è andata in onda mercoledì 13 giugno 1990 (la puntata è stata anticipata eccezionalmente al mercoledì per evitare la sovrapposizione con la partita di calcio Italia-Stati Uniti, valevole per il Campionato mondiale di Italia 1990).

## Quarta edizione (1990-1991)

Da destra: Bongiorno con il supercampione Marco Colla

La quarta edizione di "TeleMike", inizia il 4 ottobre 1990 con un'intervista a Silvio Berlusconi in occasione dei festeggiamenti per il primo decennale di Canale 5 e l'approvazione della "Legge Mammì" sulla regolamentazione del sistema radiotelevisivo, vede la conferma del regolamento precedente con l'aggiunta di qualche variante:
- Nell'ambito delle domande preliminari, le domande per il raddoppio preliminare passano da 2 ad una sola;
- nell'ambito del "Rischiatutto" vengono abolite le 2 caselle del "passa mano" e sostituite con 2 caselle chiamate Jolly sorpresa: inizialmente il Jolly sorpresa era una domanda proprio "a sorpresa", che non riguardava l'argomento selezionato e, per quanto più difficile, non faceva perdere niente ai concorrenti; successivamente, chi trova il jolly sorpresa deve rispondere ad una domanda riguardante l'argomento selezionato in 10 secondi di tempo; solo successivamente scoprirà il valore reale della domanda, che può essere maggiore o inferiore rispetto al valore della casella scelta (compreso comunque tra un minimo di 1 milione e un massimo di 10 milioni di lire);
- vengono inserite 2 domande chiamate "Super Rischio", che arrivano dopo un determinato numero di domande fatte; il concorrente che al momento del segnale del "Super Rischio" ha in mano il gioco, deve rispondere in 30 secondi di tempo a una domanda sulla sua materia di competenza, per la quale può scommettere una somma a suo piacimento che sia però compresa tra un minimo di 10 milioni e un massimo di 20 milioni;
- ultimata la fase al tabellone, il gioco non si chiude: ci sono ancora 3 domande che riguardano la carriera o la vita dell'ospite musicale della puntata e fatte solo dopo l'esibizione di quest'ultimo. Ciascuna domanda presenta 3 alternative di risposta tra le quali chi si prenota può scegliere quella esatta, che consente di vincere 5 milioni (anche in questo caso, in caso di errore, non viene data la possibilità ad altri concorrenti di poter correggere).

La quarta edizione di "TeleMike" fu quella dei record di vincite, a causa soprattutto dell'inserimento delle 2 domande "Super Rischio" che hanno aumentato notevolmente le somme dei concorrenti: a Vasco Fuso, campione in carica per 4 puntate che raccolse 373 milioni di lire rispondendo a domande di ecologia, succedette il genovese Marco Colla, esperto della storia del Genoa cui gli autori del gioco formulavano domande particolarmente complicate (Ludovico Peregrini lo definì "un computer vivente"); Colla rimase in gara per 8 puntate vincendo 923.000.000 di lire e prendendo il posto di Saltini nel Guinness dei primati; perse il titolo il 20 dicembre 1990 battuto da Emilio Gialanella, che rispondeva a domande sui luoghi misteriosi della Terra con un raddoppio da 158 milioni (Gialanella vinse 509 milioni); a Gialanella seguì il professor Rocco Moschettini (Martano, 25 gennaio 1962-???, 4 febbraio 2014), esperto dell'Inferno di Dante che vinse 407 milioni, mentre la parte finale della stagione 1990-91 riservò per "TeleMike" 4 grandi campioni: la prima fu la genovese Pierangela Vallerino, che debuttò nella puntata del 14 marzo 1991 e che destò particolare scalpore perché rispondeva a domande sulla letteratura erotica: fu enorme il successo personale della signora Vallerino, ospite e protagonista di molti programmi televisivi dell'epoca come ad esempio il Maurizio Costanzo show e recitando un piccolo ruolo nel film di Tinto Brass Così fan tutte.
La Vallerino perse il titolo il 18 aprile 1991 vincendo 727 milioni e venendo battuta da Armando La Peccerella, che rispondeva a domande su Diego Armando Maradona e che vinse 172 milioni di lire; La Peccerella perse il titolo il 2 maggio 1991 in favore di Alberto Longo, che rispondeva a domande sulla Belle époque e infine il bolzanino Piero Montecchio che rispondeva a domande sulla carriera di Ivan Lendl: Montecchio, al pari di Colla, conosceva a memoria tutte le sequenze numeriche che costituiscono i risultati dei match di Ivan Lendl e vinse 603 milioni di lire.
Ad affiancare Mike in questa edizione non vi è più Sabrina Gandolfi ma la sola Roberta Gallese; i vari collegamenti per il mondo, a cura sempre di Giorgio Medail riguardano in particolare gli Stati Uniti e l'area del Golfo Persico, in quel periodo in fermento (a causa anche di una riduzione di bugdet, i collegamenti via satellite vengono alternati ai vari ospiti musicali o a servizi giornalistici); Mike continua ad ospitare nel suo studio i grandi protagonisti della musica italiana ed internazionale (intervennero in questa edizione Eros Ramazzotti, i The Platters, Toquinho, Tullio De Piscopo, Milva con Cristiano Malgioglio, Gino Paoli, Juliette Gréco, Pino Daniele e altri), alternati con protagonisti della vita pubblica e politica italiana, come Paolo Pillitteri, Carlo Tognoli e Vittorio Sgarbi.
Partito fortissimo sotto il punto di vista degli ascolti, "TeleMike" chiuse il 1990 con una media di oltre 6.500.000 spettatori e uno share del 29%, mentre nella seconda parte della stagione gli ascolti scesero ad una media di 4.500.000 spettatori e il 19% di share (salvo risalire ad oltre 5.500.000 spettatori nel periodo di permanenza come campionessa della Vallerino).
L'ultima puntata della quarta edizione è andata in onda il 13 giugno 1991.

## Quinta edizione (1991-1992)
In occasione della quinta ed ultima edizione di "TeleMike", iniziata il 3 ottobre 1991 e anche come conseguenza del calo di ascolti avuto nella seconda parte della stagione precedente, il programma viene interamente ripensato: anzitutto il set di trasmissione abbandona gli studi 6 e 7 dopo 4 anni e si trasferisce nello studio 10 Mediaset di Cologno Monzese; cambia anche la sigla, un nuovo brano composto dal maestro Vince Tempera, la scenografia realizzata da Mariano Mercuri e due nuovi arrivi: Franco Nisi, direttore di Radio Italia, incaricato di occuparsi della parte musicale, e il critico d'arte Vittorio Sgarbi a commentare alcuni argomenti della settimana assieme a Mike.
Viene ripensato anche il gioco:
- Le domande preliminari vengono sostituite dal Domandone preliminare, una domanda strutturata sulla falsariga di quella per il raddoppio finale per la quale ciascun concorrente ha 30 secondi di tempo per rispondere: in caso di risposta esatta, il concorrente si accomoda nella sua postazione con una vincita iniziale di 10 milioni di lire mentre in caso di risposta errata il concorrente inizia il gioco da 0 (si continua a giocare sia per una materia culturale che per la fortuna);
- Viene rivoluzionato il meccanismo del Rischiatutto: spariscono le 24 caselle di cui si componeva il vecchio tabellone e ne restano soltanto 6 (una fila di 3 caselle sui 2 lati del videowall centrale) ognuna indicante man mano il numero della relativa domanda e l'argomento della stessa, con le 24 domande in gioco che vengono divise in 4 tornate (o manche).

Le 4 manche di gioco sono strutturate nel seguente modo:
- - per la prima manche di gioco le domande, numerate dall'1 al 6, hanno come tema di fondo l'attualità: inizia il gioco in concorrente in svantaggio (o colui estratto a sorte in caso di parità) che chiama il numero della casella che preferisce e il relativo argomento: chi si prenota e risponde correttamente vince 5 milioni di lire e sceglie la casella successiva mentre in caso di errore perde tale somma e consente, come sempre, ai suoi avversari di correggere la risposta. Tra le 6 caselle della prima manche si nasconde una domanda "Rischio" dal valore fisso di 10 milioni di lire;
  - anche per la seconda manche, nella quale le caselle sono numerate dal 7 al 12, si gioca con le domande di attualità: il gioco è strutturato come la manche precedente, con la variante che è iniziato dal concorrente che ha risposto correttamente all'ultima domanda della prima manche;
  - per la terza manche, nella quale le caselle sono numerate dal 13 al 17 (la 18 è già scoperta), si gioca con domande di cultura musicale, che presentano 3 alternative di risposta. Delle 6 caselle del tabellone, la numero 18 è già scoperta e i concorrenti giocano quindi con 5 domande (sempre dal valore di 5 milioni di lire cadauna); una volta ultimate, i concorrenti si affrontano con il Motivo Misterioso, che occupa la casella 18 e che sostituisce la domanda "Rischio" nella manche musicale: i concorrenti ascoltano un estratto di una famosa canzone e, prenotandosi con il pulsante, dirne il titolo. In palio per il "motivo misterioso" un montepremi di 10 milioni di lire mentre, se nessuno dei concorrenti dovesse dare la risposta corretta, è il pubblico in studio a giocare per vincere un premio di 3 milioni di lire.
  - per la quarta ed ultima manche, nella quale le caselle sono numerate dal 19 al 23 (la 24 è già scoperta), si torna a giocare con le domande di attualità. Nella quarta manche, dopo una qualsiasi delle 5 domande di cui è composta, arriva la domanda Super rischio (che è una sola ed occupa la casella 24), strutturata come nella precedente edizione, per la quale il concorrente di turno può scommettere 10 o 20 milioni di lire;
- Invariata la fase finale del raddoppio, che decreta il campione della puntata.

Anche questa edizione di "TeleMike" ha dato grandi vincite ai concorrenti in gioco: in occasione della prima puntata del 3 ottobre 1991 il campione in carica Montecchio cede il titolo ad Antonio Barbato, avellinese d'origine ma trasferitosi a Milano che vinse 525 milioni di lire rispondendo a domande sulla storia dei Vigili urbani milanesi; a Barbato succedette Maurizio Marzullo, pugliese esperto delle superfici degli stati mondiali.

Andando però avanti con somme fisse di 5 milioni, capitò in questo periodo che due concorrenti riuscissero a pareggiare e diventare campioni, caso raro nella storia del quiz (a Telemike è capitato una volta sola, il 10 gennaio 1991 quando Gialanella e Moschettini si divisero un premio di 148 milioni di lire e furono entrambi proclamati campioni): il fatto avvenne nella puntata del 21 novembre 1991 quando la campionessa in carica Ylenia Autuori (che si presentava per la fortuna) pareggiò con il concorrente Domenico Regina (che si presentava per i Beatles; alla risfida della settimana successiva, avvenne il colpo di scena: i due concorrenti pareggiarono di nuovo, e furono proclamati entrambi campioni per la seconda volta; alla terza risfida, il 5 dicembre 1991 furono entrambi sconfitti dal concorrente Maurizio Viti (arrivarono al raddoppio entrambi con la stessa cifra).

Con l'avvento di Patrizia Cai, genovese esperta di favole che vinse 285 milioni (e che fu coinvolta dopo due anni in un caso di tentato omicidio) si inverte la tendenza; alla Cai succedette il 2 gennaio 1992 la napoletana Isabella Lama, esperta di razze canine che, rimasta campionessa per 9 puntate, vinse la nuova cifra record assegnata dal quiz: 995 milioni di lire.
La signora Lama venne battuta da Giulio Marlia di Livorno, esperto dei comici nel cinema italiano che vinse 115 milioni di lire, seguito poi dall'italo-brasiliano Antonio Cava che vinse 305 milioni di lire rispondendo a domande su Rio de Janeiro; ultimi campioni di "TeleMike" furono Sergio Palumbo, che rispondeva a domande sul deserto del Sahara (355 milioni), Bruno Crocitta che rispondeva a domande su Madre Teresa di Calcutta (145 milioni), Piergiuseppe Cananzi, che rispondeva a domande sulla storia della Guardia di Finanza (105 milioni) e infine Diego Porta, che rispondeva a domande sulla stagione calcistica 1986-87 del Torino calcio vincendo 180 milioni di lire.
Ma a rendere interessante "TeleMike" in questo ultimo anno furono soprattutto gli ospiti (si citano Barry White, Katia Ricciarelli, Fausto Leali, Little Tony, Steven Seagal, Kelly LeBrock, Gloria Gaynor, Joe Cocker, Fiorello), le esclusive internazionali, come la trasmissione del video del brano di Michael Jackson Black or White, e soprattutto Vittorio Sgarbi, protagonista ogni settimana di uno spazio di 10 minuti in cui commentava un fatto della settimana, battibeccando spesso con il pubblico in studio fin quando, nella puntata del 16 aprile 1992 scoppiò una lite tra lo stesso Sgarbi e Mike Bongiorno, lite che al momento venne censurata ma che fu trasmessa nell'ottobre del 1992 quando il filmato, a "TeleMike" ormai concluso, arrivò nelle mani di Antonio Ricci che lo mandò in onda all'interno di Paperissima: motivo del dissidio fu la dichiarazione dell'onorevole Sgarbi, riportata da alcuni giornali, in merito alle case abusive distrutte dalla lava del vulcano Etna nella cittadina di Zafferana Etnea. Stando a quanto riportato dai giornali Sgarbi avrebbe detto che le case, essendo brutte, meritavano di essere travolte dalla lava. Nel corso della registrazione della puntata Sgarbi mise in discussione la veridicità di questi articoli di giornale, negò di aver mai detto quelle frasi, e ci fu uno scambio di battute velenose tra i due fino ad arrivare agli insulti da parte di Sgarbi nei confronti di Mike, che abbandonò lo studio.
Gli ascolti di "TeleMike" in questa stagione si sono stabilizzati su una media complessiva di 4.200.000 spettatori, arrivando in pochi casi a superare quota 5 milioni (TeleMike segnò in questo periodo la sua puntata meno seguita, eccezion fatta per quelle trasmesse in concomitanza del Festival di Sanremo: 2.658.000 spettatori con uno share del 10,73% furono registrati il 7 maggio 1992): fu per questo che Mike, visibilmente usurato da un gioco ripetitivo nella sua meccanica, da una trasmissione in onda ormai da 5 anni e anche in considerazione degli ascolti della sua trasmissione quotidiana La ruota della fortuna, scelse di chiudere "TeleMike" e di virare sul genere game-show, che stava lentamente soppiantando il quiz puro.

### Le finali
La stagione regolare si chiuse il 7 maggio 1992, mentre a partire dal 21 maggio 1992 si tennero le finali di "TeleMike" con protagonisti i 9 concorrenti che nel corso delle 5 edizioni hanno vinto le somme maggiori: questi 9 concorrenti vengono divisi in 3 gruppi da 3 e il vincitore di ciascuna delle 3 puntate di semifinali parteciperà alla puntata finale dell'11 giugno 1992.
I 9 campioni che hanno partecipato alle finali di "TeleMike" sono:
- Isabella Lama (razze canine; 995 milioni)
- Marco Colla (Genoa, 923 milioni)
- Santino Saltini (regole dei giochi d'azzardo, 771 milioni)
- Pierangela Vallerino (letteratura erotica, 727 milioni)
- Piero Montecchio (Ivan Lendl, 603 milioni)
- Antonio Barbato (vigili urbani di Milano, 525 milioni)
- Emilio Gialanella (luoghi misteriosi della Terra, 509 milioni)
- Mario Menicagli (musica italiana, 487 milioni)
- Gianpiero Malaspina (Ernest Hamingway, 437.400.000 lire)

Le puntate di semifinali hanno visto le seguenti sfide:
- 21 maggio 1992: Gianpiero Malaspina - Santino Saltini - Antonio Barbato (Vincitore: Antonio Barbato)
- 28 maggio 1992: Mario Menicagli - Marco Colla - Piero Montecchio (Vincitore: Piero Montecchio)
- 4 giugno 1992: Pierangela Vallerino - Isabella Lama - Emilio Gialanella (Vincitore: Isabella Lama)

La puntata finale dell'11 giugno 1992 tra Antonio Barbato, Isabella Lama e Piero Montecchio vide l'affermazione della signora Lama, che vinse il titolo di supercampionessa di "TeleMike" e il record di vincite complessive: 1.265.000.000 di lire, somma superata rispettivamente nel 2004 da Davide Pavesi, nel 2011 da Michela De Paoli e nel 2020 da Enrico Remigio, concorrenti del quiz Chi vuol essere milionario? condotto da Gerry Scotti che hanno vinto un milione di euro.
Unica costante dei 5 anni di "TeleMike" è stata la solidarietà: si è calcolato che, nel corso delle 5 edizioni, la solidarietà (costituita dal 20% della cifra vinta dai concorrenti campioni, raddoppiata poi dalla produzione) sia arrivata a superare i 7 miliardi di lire; tante sono state le iniziative benefiche sostenute da "TeleMike", si ricordano: La lega italiana per la lotta all'AIDS, La lega italiana del Filo d'oro, gli aiuti alla popolazione della Valtellina colpita dall'alluvione del 1987, gli aiuti per i terremotati dell'Armenia, le associazioni familiari dei carcerati, gli aiuti per i bambini vittime della Guerra del golfo del 1991 e tante altre.

## Controversie
Oltre alla già citata controversia che ha avuto come protagonista la signora Maura Livoli, il quiz è stato al centro di indagine da parte della magistratura perché, secondo le denunce dell'ex campionessa Patrizia Cai, la trasmissione era pilotata, e alcuni autori (la Cai fece il nome di Ludovico Peregrini) cedevano delle risposte ai concorrenti, in cambio di una parte della vincita; la magistratura di Genova iscrisse nel registro degli indagati Ludovico Peregrini e ascoltò come testimone lo stesso Mike Bongiorno. Alle accuse della Cai si aggiunsero quelle di Giulio Marlia, secondo il quale gli autori gli avrebbero suggerito alcune risposte esatte al fine di far perdere il titolo alla signora Lama, impedendole di vincere il miliardo di lire, allo scopo di tenere alti gli ascolti vista la concomitanza con il Festival di Sanremo; lo stesso Marlia ha poi dichiarato che nella puntata successiva, quella del 5 marzo 1992, fu favorita la vittoria di Antonio Cava, che giungeva dal Brasile in Italia, dando a lui le risposte e organizzando perfino un collegamento via satellite con il Brasile. Sia le accuse della Cai sia quelle di Marlia furono ritenute prive di fondamento.

## La sigla
La sigla aveva la sezione ritmica composta da Karl Potter (percussioni e congas), Massimo Luca (chitarra elettrica), Paolo Costa (basso), Alfredo Golino (batteria), Danilo Madonia (tastiera) e la sezione fiati composta da Marco Tamburini (tromba), Sandro Comini (trombone) e Paride Sforza (sax).

## Ascolti TV

### Ascolti TV 1988-1989
| Puntata      | Telespettatori | Share  |
| ------------ | -------------- | ------ |
| 2 marzo 1989 | 5.750.000      | 24,42% |

### Ascolti TV 1989-1990
| Puntata         | Telespettatori | Share  |
| --------------- | -------------- | ------ |
| 8 febbraio 1990 | 4.747.000      | 19,07% |